# Wspólnota administracyjna Höchstadt an der Aisch
Wspólnota administracyjna Höchstadt an der Aisch – wspólnota administracyjna (niem. Verwaltungsgemeinschaft) w Niemczech, w kraju związkowym Bawaria, w rejencji Środkowa Frankonia, w regionie Industrieregion Mittelfranken, w powiecie Erlangen-Höchstadt. Siedziba wspólnoty znajduje się w mieście Höchstadt an der Aisch, które jednak do niej nie należy.
We wspólnocie zrzeszone są trzy gminy targowe (Markt) oraz jedna gmina wiejska (Gemeinde): 
- Gremsdorf
- Lonnerstadt, gmina targowa
- Mühlhausen, gmina targowa
- Vestenbergsgreuth, gmina targowa

Do 31 grudnia 2007 do wspólnoty należała również gmina targowa Wachenroth.
Podmioty wchodzące w skład wspólnoty pozostają samodzielnymi gminami, decydują odnośnie do spraw, za które ponoszą odpowiedzialność. Jednak po tym informują o podjętych decyzjach obecnego przewodniczącego wspólnoty, a on wciela je w życie.